# أحمد صافي عبد الله
أحمد صافي عبد الله (1 مارس 1998 في باكستان - ) هو لاعب كريكت باكستاني.

## وصلات خارجية
- أحمد صافي عبد الله على موقع إي آس بي آن كريك إنفو (الإنجليزية)